# Johannes Müller (Heuristiker)

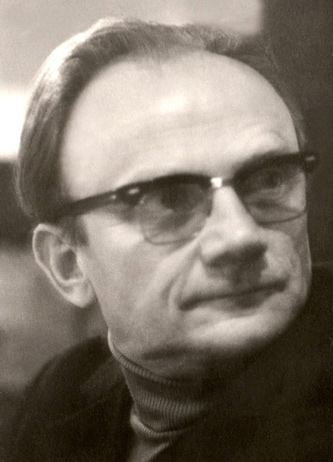
Johannes Müller am 27. Februar 1972

Johannes Max Müller (* 17. August 1921 in Oschatz; † 9. April 2008) war ein deutscher Heuristiker, Begründer der Systematischen Heuristik (SH) und ein Wegbereiter der Ingenieurmethodik.

## Leben
Bereits in seiner Dissertation (1964) beschäftigte sich Johannes Müller mit dem Ingenieurdenken. Danach analysierte er an der Hochschule für Maschinenbau, Karl-Marx-Stadt (heute TU Chemnitz), in seiner Habilitationsschrift. das methodische Vorgehen von Naturwissenschaftlern und Ingenieuren. Dabei entstand das Konzept der Systematischen Heuristik. Erste Überlegungen dazu wurden 1968 veröffentlicht. Um diesen Ansatz weiter zu verfolgen, gründete Johannes Müller 1968 an der Hochschule für Maschinenbau die Arbeitsgruppe „Methodologie der Technischen Wissenschaften“ und organisierte in Bärenstein (Erzgebirge) Lehrgänge für Forscher und Entwickler aus der DDR-Industrie.
Im Jahr 1969 wurde die Systematische Heuristik institutionalisiert. Die Arbeitsgruppe Methodologie wurde in die Abteilung Systematische Heuristik überführt und aus der Hochschule für Maschinenbau, Karl-Marx-Stadt, herausgelöst. Die Abteilung SH, Sitz Karl-Marx-Stadt, wurde Teil der Akademie der marxistisch-leninistischen Organisationswissenschaft (AMLO), Berlin. Sie hatte die Aufgabe, die Systematische Heuristik in vier Großforschungszentren der DDR einzuführen, um die Effektivität von Forschung und Entwicklung zu erhöhen. Unter Leitung von Johannes Müller gehörten dieser Abteilung ca. 25 Wissenschaftler und Ingenieure an, die aus Universitäten, Technischen Hochschulen und der DDR-Industrie rekrutiert wurden.
In den Jahren 1969 bis 1972 wurde die Systematische Heuristik erfolgreich bei zahlreichen Entwicklungsprojekten des Maschinenbaus, der Chemieindustrie (Leuna und Schwedt) und der Elektronik (Robotron) praktisch angewandt. Das Zentralinstitut für Schweißtechnik in Halle/Saale (ZIS, Werner Gilde) war für Johannes Müller ein methodologisches „Versuchsfeld“, das er bis 1986 betreute. Dieses Institut hat auch die wesentlichsten Beiträge zur Systematischen Heuristik als ZIS-Mitteilungen veröffentlicht.
Aus ideologischen Gründen wurde die Abteilung SH bereits im Jahr 1972 wieder aufgelöst. Unter Leitung von Johannes Müller dokumentierten die Mitarbeiter der Abteilung SH ihr Wissen in der dritten Auflage der Programmbibliothek. Die geplante Rechnerunterstützung der Systematischen Heuristik konnte nicht begonnen werden.
Johannes Müller arbeitete danach weiter mit einer kleinen Gruppe von Wissenschaftlern unter dem Dach des Zentralinstituts für Kybernetik und Informationsprozesse (ZKI an der AdW, Berlin, Horst Völz). Er untersuchte dort bis 1981 heuristische Verfahren unter informationstechnischem Aspekt. Danach konzentrierte er sich auf die Arbeitsmethoden der Technikwissenschaften und sein Hauptwerk, der Herausgabe der Monographie, in der er die „systematischen Problemlösungsmethoden mit und ohne Rechnereinsatz“ im Maschinen- und Gerätebau umfassend analysierte und darstellte. Hier ist auch der letzte Entwicklungsstand der Systematischen Heuristik dokumentiert. Nach der Wiedervereinigung bemühte er sich intensiv um die Fundierung der Konstruktionswissenschaft in Deutschland.

## Systematische Heuristik
Die Systematische Heuristik ist eine Technologie der geistigen Arbeit. Es handelt sich um ein Methodensystem zur Bewältigung von Aufgabenstellungen und Problemlösungsprozessen aus den Bereichen Naturwissenschaft und Technik. Um ideologischen Schwierigkeiten aus dem Wege zu gehen, lehnte Johannes Müller strikt Forderungen ab, dieses Methodensystem auf die Gesellschaftswissenschaften auszuweiten.
Das Prinzip der Systematischen Heuristik besteht darin, wiederkehrende Problemklassen mit Methoden zu bearbeiten, die sich in der Vergangenheit als effektiv erwiesen haben. Diese Methoden werden Programme genannt und in einer Programmbibliothek zur Wiederverwendung bereitgestellt. Das Arbeitsregime der Problemlösung wird durch das Oberprogramm der Systematischen Heuristik vorgeschrieben und für die jeweilige Aufgabe spezifiziert. Die systemwissenschaftliche Arbeitsweise (SWAW) und der Begriffsapparat sind Bestandteil des Oberprogramms.

## Erkenntnisse über das methodische Denken
Im Verlauf der Ausarbeitung und Anwendung der Systematischen Heuristik wurden wesentliche Erkenntnisse und Einsichten über das menschliche Denken gewonnen:
Kompetenz und Effektivität eines Problemlösers hängen erheblich davon ab, wie weit er über Methoden und mentale Strukturen verfügt, die invariant auf umfangreiche Klassen von Aufgabenstellungen seines Berufes anwendbar sind. Sie gewährleisten schnellen Durchblick und ermöglichen die Umsetzung seines Erfahrungs- und Wissensschatzes. Nach allen Beobachtungen erwirbt, speichert und verwaltet aber ein Ingenieur oder Naturwissenschaftler solche Strukturen unbewusst und er setzt sie im Normalbetrieb auch unbewusst ein, um seinen Arbeitsprozess zu planen und zu steuern. Erst dann, wenn im anstehenden Problemlösungsprozess seine Kompetenz überzogen wird, geht er zum Rationalbetrieb (vorzugsweise bewusstes Denken) über. Dann setzt er auch seinen Methodenvorrat bewusst ein und entwickelt ihn auch bewusst weiter. Fach- und methodenspezifische Datenbanksysteme können dabei als Informationsträger nützlich sein, Intelligenz aber liefern sie nicht.
Mit der Anwendung der Systematischen Heuristik in der DDR-Industrie konnte nachgewiesen werden: Wenn Forscher und Entwickler durch ein Arbeitsregime und zusätzlich angeleitet durch Methodik-Spezialisten mit der Systematischen Heuristik arbeiten, sind sie tatsächlich effektiver als vorher. Beispielsweise durch Erfinderschulen können einzelne Problemlöser ohne umfangreiche Organisation qualifiziert werden. Mit der komplexen Systematischen Heuristik werden dagegen die größten Effekte erreicht, wenn die Arbeitsweise ganzer Bereiche verändert wird.
Der Mensch schätzt die Routine und bewältigt damit den größten Teil seines Lebens. Zugespitzt formulierte Johannes Müller: „Es ist nicht des Menschen Natur (vorzugsweise rational dominiert) geistig zu arbeiten.“ Seinen Verstand benutzt der Mensch nur dann, wenn es keinen anderen Ausweg mehr gibt! Er vermeidet systematische Problemlösungen so lange wie möglich, denn sie bedeuten Stress und Aufwand. Deshalb legen Forscher und Entwickler im ‚Normalfall‘ jedes Methodensystem wieder beiseite. Eine ganz wesentliche Erkenntnis aus der industriellen Anwendung der Systematischen Heuristik.
Methodische Verfahren und systematische Problemlösungen haben sich bewährt, sie sind aber höchstens als erste Annäherung an die tatsächlich im intellektuellen Prozess wirkenden Denkstrukturen anzusehen. Sie unterstützen den Problemlösungsprozess und machen ihn handhabbar – so wie die Grammatik die Sprachfähigkeit erleichtert. Aufgeklärt ist dieser Prozess aber nicht.
Ergebnisse der Hirnforschung haben inzwischen Sachverhalte über das menschliche Verhalten und Denken bestätigt, die Johannes Müller bereits in den 1970er und 80er Jahren als Methodologe und Konstruktionswissenschaftler formuliert hat.

## Politisches Umfeld
Johannes Müller hatte eine Technologie der geistigen Arbeit entwickelt, und die politischen Umstände in der DDR nach dem Bau der Berliner Mauer passten bis 1972 dazu: Forschung, Entwicklung und Effektivität waren hoch priorisierte Ziele. Nur so konnte man versuchen, mit der Wirtschaftsentwicklung Westdeutschlands Schritt zu halten (Neues Ökonomisches System, NÖS). Im Jahr 1969 wurde durch direkte Intervention von Walter Ulbricht (initiiert durch Werner Gilde, ZIS, Halle/Saale) die Abteilung Systematische Heuristik bei der Akademie für Marxistisch-Leninistische Organisationswissenschaft (AMLO), Berlin, gegründet.
Walter Ulbricht setzte sich über Verdächtigungen der Hochschule für Maschinenbau in Karl-Marx-Stadt hinweg, die gegen Johannes Müller wegen ‚Entideologisierung der marxistisch-leninistischen Philosophie‘ ein Parteiverfahren anstrengten. Er wurde mit der Leitung der Abteilung SH beauftragt.
Die Systematische Heuristik wurde in den Großforschungszentren der DDR nachweislich erfolgreich eingesetzt. Trotzdem entschied 1971 nach dem VIII. Parteitag das Politbüro der SED, die Akademie für Marxistisch-Leninistische Organisationswissenschaft (AMLO), Berlin, und mit ihr die Abteilungen SH und Operationsforschung aufzulösen. Walter Ulbricht wurde im Mai 1971 durch Erich Honecker abgelöst. Mit der neuen politischen Zielsetzung Einheit von Wirtschafts- und Sozialpolitik setzte sich Kurt Hager (Ideologie) gegen Günter Mittag (Wirtschaft) durch. Für einige Mitglieder des Politbüros (Kurt Hager, Otto Reinhold) war die „Reinheit der Lehre“ und der „unerschütterliche Klassenstandpunkt“ wichtiger als wissenschaftliche Erkenntnisse und wirtschaftliche Erfolge. Für sie war unannehmbar, dass der Sozialismus mit technokratischen (= ideologiefreien) Methoden aufgebaut werden sollte.

## Publikationen (Auswahl)

Erste Veröffentlichung der Programmbibliothek zur Systematischen Heuristik

- 1964: Über die Dialektik im Ingenieurdenken. Karl-Marx-Universität Leipzig, KMUL, Dissertation.
- 1965: Über das Wesen konstruktiver Aufgaben in der Technik. Institut für Fachschulwesen der DDR In: Deutsche Zeitschrift für Philosophie. Band 13, Heft 9, S. 1094–1109, doi:10.1524/dzph.1965.13.9.1094.
- 1966: Operationen und Verfahren des problemlösenden Denkens in der konstruktiven technischen Entwicklungsarbeit – Eine methodologische Studie. KMUL Leipzig, Leipzig, Phil. F., Habilitationsschrift vom 23. November 1966.
- 1967: Zur Bestimmung der Begriffe "Technik" und "technisches Gesetz". In: Deutsche Zeitschrift für Philosophie. Band 15, Heft 12, S. 1431–1449, doi:10.1524/dzph.1967.15.12.1431.
- 1968: Ansatz zu einer systematischen Heuristik. In: Deutsche Zeitschrift für Philosophie. Band 16, Heft 6, S. 698–718, doi:10.1524/dzph.1968.16.6.698.
- 1969: Systematischen Heuristik für Ingenieure. Technisch-wissenschaftliche Abhandlungen des ZIS. Nr. 59, Zentralinstitut für Schweißtechnik (ZIS), Halle/Saale.
- 1970: Programmbibliothek zur systematischen Heuristik für Naturwissenschaftler und Ingenieure. Technisch-wissenschaftliche Abhandlungen des ZIS. Nr. 69, Zentralinstitut für Schweißtechnik (ZIS), Halle/Saale.
- 1970: Grundlagen der systematischen Heuristik. Berlin, Dietz Verlag Berlin.
- 1973: mit Peter Koch (Hrsg.) und 31 Autoren: Programmbibliothek zur systematischen Heuristik für Naturwissenschaftler und Ingenieure.  Dritte Auflage, Technisch-wissenschaftliche Abhandlungen des ZIS, Nr. 97, 98 und 99, Zentralinstitut für Schweißtechnik (ZIS), Halle/Saale.
- 1977: Theoretische Grundlagen der Bewertung von Informationen bezüglich ihrer Funktion im gedanklichen Bearbeitungsprozeß. ZKI Informationen, Berlin, Nr. 4, S. 60–71.
- 1977: mit Werner Gilde: Vorgehen zur Analyse von Erfindungen auf ihre Patentfähigkeit. ZKI Informationen Berlin, Nr. 4, S. 189–204.
- 1980: Methoden muss man anwenden. Technisch-wissenschaftliche Abhandlungen des ZIS. Nr. 132, Zentralinstitut für Schweißtechnik (ZIS), Halle/Saale.
- 1980: Grundlegende Probleme und Möglichkeiten rechentechnischer Unterstützungen in Bewertungsvorgängen. In: Beiträge zum Problemseminar "Bildschirmunterstütztes Konstruieren", Technische Hochschule Karl-Marx-Stadt, Karl-Marx-Stadt, S. 90–128.
- 1983: Zu methodologischen Problemen der rechnerunterstützten Erzeugnisentwicklung. 7. Kolloquium zu Fragen der Theorie und Methodik der industriellen Formgestaltung, Hochschule für Industrielle Formgestaltung, Halle/Saale.
- 1990: Arbeitsmethoden der Technikwissenschaften – Systematik, Heuristik, Kreativität. Springer-Verlag, Berlin, Heidelberg, New York, ISBN 3-540-51661-1 – Im Anhang eine Liste von 46 Veröffentlichungen von Johannes Müller.
- 1990: Methodenbaukasten zur Bewältigung von Problemen höheren Anforderungstyps beim Konstruieren. (Letzter Entwicklungsstand der Systematischen Heuristik). In: Arbeitsmethoden der Technikwissenschaften ..., Springer-Verlag, Berlin, Heidelberg, New York, ISBN 3-540-51661-1, S. 139–218.
- 1994: Akzeptanzprobleme in der Industrie über Ursachen und Wege zu ihrer Überwindung. In: Gerhard Pahl (Hrsg.) Psychologische und pädagogische Fragen beim methodischen Konstruieren Verlag TÜV-Rheinland, Köln 1994, S. 247–266.